# Синђел
Синђел је монашки презвитерски чин у Православној цркви.
Овај чин одговара мирском презвитерском чину протонамјесника. Синђели су били лица која су се старала и помагала епископима у домаћим пословима. Становали су са епископима у њиховим кућама гдје су имали једну собу или келију, отуда и њихов назив: син-келион, тј. сакелијник — синђел.